# おどるポンポコリン
「おどるポンポコリン」は、B.B.クィーンズの1枚目のシングル。1990年4月4日にBMGビクター（現：アリオラジャパン）から発売、爆発的ヒットで社会現象になった。

## 背景
フジテレビ系テレビアニメ『ちびまる子ちゃん』第1期作の初代エンディングテーマ曲（1990年1月7日 - 1991年3月31日）であり、劇場版及び2000年11月8日 - 2009年12月27日、2011年1月9日 - 2014年4月27日、2022年1月30日はオープニングテーマ曲として使用された。
オープニングテーマ起用時のエンディング映像では、B.B.クィーンズ自体が活動を停止したことや発売権の移行など諸々の理由で「主題歌」のクレジットでレーベル名が表記されていない。なお、オリジナル版のオープニング使用期間は10年以上に及ぶが、エンディング使用期間は比較的短い。
1990年の第72回全国高等学校野球選手権大会では参加した49校中38校が応援歌として使用し、後に1991年の第63回選抜高等学校野球大会入場行進曲に選ばれるなど、高校野球の応援歌の定番のひとつとなる。
2011年5月1日に、期間限定で再結成したB.B.クィーンズの第一弾シングルとして、新録音された「おどるポンポコリン 〜ちびまる子ちゃん 誕生 25th Version〜』が発売（後述）。2019年にももいろクローバーZによるカバー版が発売された際には、楽曲の振り付け映像がYouTubeで公開された。

## リリース
1990年4月4日に、BMGビクター（現：ソニー・ミュージックレーベルズ）のRhizoneレーベルから、8cmCD（BVDR-1）とカセットテープ（BVSR-1）の2形態で発売された。
非売品プロモーション盤として7インチアナログレコード（HRTD-3060）が存在する。

## チャート成績
当初、宣伝費をかけていなかったこともあり長戸大幸はこの曲の売れ行きを「良くて5万枚か10万枚くらい」と考えていた。
オリコンシングルチャートでは、1990年6月18日付にてベスト10圏内に初登場、以降週間1位を7度獲得し、同年9月24日付にて100万枚を突破した。1990年のオリコン年間シングルチャートでは1位を記録。「全国歌謡ベストテン」では1990年8月4日から13週連続1位を記録した（ただし年間チャートではこの年の7月までの集計であった関係か、13位に終わった）。累計売上は164.4万枚（オリコン調べ）、または190万枚（公称）。

### 記録
1990年の第21回日本歌謡大賞放送音楽特別賞、第32回日本レコード大賞ポップス・ロック部門を受賞。1990年度のオリコン主催「日本レコードセールス大賞」のシングル部門大賞はB.B.クィーンズ、作詞賞はさくらももこ、作曲賞・編曲賞は織田哲郎と『おどるポンポコリン』がらみが独占した。

## 社会現象
『ちびまる子ちゃん』の人気とともに、子供のみならず大人にまで大流行した。ナンセンスな歌詞が当時の世相に受け入れられたという分析もある。
セーラー万年筆が10代を対象に調査した1990年の流行語で「おどるポンポコリン」が1位に選ばれた。
この1990年頃はCDプレーヤーの普及に伴い、長く続いた日本におけるシングル売上低迷期からようやく脱出した時期であったことと、1989年末からの牛若丸三郎太の「勇気のしるし」、オヨネーズの「麦畑」、鷲尾いさ子と鉄骨娘の「鉄骨娘」などといったコミックソング（ナンセンスソング）のブームがあった。「おどるポンポコリン」の特大ヒットは、そのような流れにタイミングよく乗った結果であるといわれている。
「おどるポンポコリン」以後も、晴山さおりの「一円玉の旅がらす」が大ヒットし、浪曲師の国本武春が歌う「ロックンロール福助」、敏いとうとハッピー&ブルーが歌った北海道と東北限定のCMソング「ゆれて動物」が話題になるなど、コミックソングのブームはしばらく続いた。
また当時ゲームセンターのUFOキャッチャーでもサビの部分などがインストゥルメンタルとして使用されている。
本曲がヒットした1990年から1991年にかけて、後楽園ゆうえんち（現在の東京ドームシティアトラクションズ）におけるなりた洋司会の『スーパー戦隊』のショーで、本曲のサビ部分が流れたこともあった。

## 楽曲制作
メインボーカルの坪倉唯子の声をエフェクト加工して、少女のような声にしている。ソウルやブルースの要素を取り入れたのが特徴。Aメロの半分をカム・アンド・ゲット・ユア・ラヴから引用している。
さくら曰く、「一部の歌詞は織田さんにアドバイスされた」とのことである。例えば当時『りぼん』に掲載された改変前と思しき譜面にはサビの「おどるポンポコリン」の部分は直前のパートと同じく「パッパパラパ」となっていたが、「曲名が歌詞に入っていた方がいい」との意見により急遽入れられたことが当時のドキュメント番組にて語られた。またこの時、間奏にあるオペラ調の声は織田本人の声であったことも明かされた。「何十回も重ねた。苦労したというよりは楽しかったんですけどね。」と当時語っている。
当ユニットのA面シングルの専属作曲者の織田は、「アレンジには時間をかけたが、曲自体は1分も経たずにつるりとできてしまった」と言う。また、作曲を引き受けたとき「当時小学生（まる子とほぼ同じ年代）だった娘に対して喜ぶことをあまりしてやれなかったので、こういう曲を作ったらどうか、と考えた」とも述べている。しかし、大流行したにもかかわらず、肝心の娘の反応は思ったほどではなかったという。
アニメ原作のエッセイ漫画『ちびまる子ちゃん』では、少女時代のさくらももこ（まる子）が家族と団欒中、植木等が歌う「スーダラ節」がテレビから流れ、「『ああいう歌を作りたい』……15年後その夢をすてずに作った曲」が「おどるポンポコリン」であったと描かれている。同じくさくらが作詞した『ちびまる子ちゃん』第2期作の初代エンディングテーマ曲「針切じいさんのロケン・ロール」では植木による歌唱が実現し、さくら本人もまる子役の声優TARAKO、歌手のイルカと共にコーラスで参加した。
織田は本曲及びオープニングの「ゆめいっぱい」の作曲にあたり原作を読んでおり、原作の持つ「すげー変なところ」「毒があるところ」を本曲に込め、「ピュアな部分」「ノスタルジックな部分」を「ゆめいっぱい」に込めてセットになるように制作した。
当初は栗林誠一郎がリードボーカルの予定だったが、収録の日に栗林が海外に行っていたため、坪倉がリードボーカルを担当することになったという経緯がある。
織田哲郎は笛は自分が吹いた。「ピーヒャラピーヒャラ」の部分はボコーダーを使ったと明かした。
その後、E-girlsやももいろクローバーZなど複数のアーティストが本曲のカバーを手掛けた。

## エピソード
2番の歌詞に駅の売店「キヨスク」が登場するが、『ちびまる子ちゃん』の舞台である静岡県清水市（現在の静岡市清水区）を含むJR東海エリアでは単なる「キヨスク」が少なく、大半の店舗が「ベルマート」や「ベルマートキヨスク」として運営されている。なお、キヨスクの語源である「キオスク」自体は欧米では仮設小屋の一般名称として用いられる語である。
『家庭教師がやってきた』（1990年1月14日放送）、『まるちゃん通信簿をもらう』（1990年3月18日放送）でまる子がこの曲を口ずさんでいる。また『まるちゃん学芸会に出る』（1990年5月27日放送）では、関口がこの曲を歌いながら踊っている。
プロレスでは、アイスリボン所属のりほが登場曲として使用している。
まる子の初代担当声優・TARAKOの逝去によって2024年6月に営まれた「TARAちゃんありがとうの会〜たいせつなきみへ〜」では、最後に参列者全員でこの曲の大合唱が行われた。

## 収録曲
（全作曲：織田哲郎）
1. おどるポンポコリン [3:11]
作詞：さくらももこ、編曲：織田哲郎
2. ゆめいっぱい（B.B.クィーンズ・バージョン） [3:34]
作詞：亜蘭知子、編曲：中島正雄
  - 先に関ゆみ子が「ちびまる子ちゃん」の初代オープニングとして発表していたが、CDリリース自体はB.B.クィーンズが早かった。

## 収録アルバム

### B.B.クィーンズ
| 曲名                                       | アルバム                                       | 発売日         | 備考                  |
| ------------------------------------------ | ---------------------------------------------- | -------------- | --------------------- |
| おどるポンポコリン                         | 『WE ARE B.B.クィーンズ』                      | 1990年7月4日   | 1stオリジナルアルバム |
| おどるポンポコリン                         | 『complete of B.B.QUEENS at the BEING studio』 | 2002年11月25日 | 1stベストアルバム     |
| おどるポンポコリン                         | 『BEST OF BEST 1000 B.B.クィーンズ』           | 2007年12月12日 | 2ndベストアルバム     |
| ゆめいっぱい（B.B.クィーンズ・バージョン） | 『WE ARE B.B.クィーンズ』                      | 1990年7月4日   | 1stオリジナルアルバム |
| ゆめいっぱい（B.B.クィーンズ・バージョン） | 『BEST OF BEST 1000 B.B.クィーンズ』           | 2007年12月12日 | 2ndベストアルバム     |

### オムニバス
- ちびまる子ちゃん（#1）
- アニメ主題歌大全集〜オリジナル原盤による〜（#1）
- 青春歌年鑑'90 BEST30（#1）
- 家宝〜歌のお子様ランチ〜（#1）
- まるまるぜんぶちびまる子ちゃん（#1）
- アニソン・ヒッツ〜歌えるアニメソング集〜（#1）
- 日曜夜のテレビは哀愁（#1）
- 決定盤!!「よいこの(TV)アニメ」ベスト(#1)
- KODOMODE 〜Kids Songs Collection〜（#1）
- 決定盤!!こどもヒットソング みんなで歌える ベスト(#1)
- みんなアニメが好きだった-緑盤-(#1)
- テレビこどものうた 女の子(#1)

この他多くの子供向けオムニバスアルバムに収録されているが、そのほとんどがカバーバージョンである。

## B.B.クィーンズによるセルフカバー
「おどるポンポコリン〜ちびまる子ちゃん 誕生 25th Version〜」（おどるポンポコリン〜ちびまる子ちゃん たんじょう トゥウェンティーフィフスバージョン〜）は、B.B.クィーンズ7枚目のシングル。2011年5月1日にB-Gram RECORDSから発売された。

### 解説
テレビアニメ『ちびまる子ちゃん』オープニングテーマ。原作連載開始25周年を記念して新たに録音された。発売日同日放送分よりこのバージョンが使用され、オープニング映像にB.B.クィーンズの再結成メンバー4人もアニメキャラクターとして登場した。またエンディング映像では通常時同様「主題歌」のクレジットでアーティスト名の下にレーベル名（本作では（B-Gram RECORDS））の表記がなされなかった（編曲者の葉山たけしは表記されている）。
カップリングにはオリジナルの「おどるポンポコリン」と、1992年に宇徳敬子&近藤房之助が発表した「Good-by morning」のカバーバージョンを収録。
初回版にのみ特別付録として「ちびまる子ちゃん×B.B.クィーンズ 書き下ろしミニミニトランプ」が付属。トランプにはちびまる子ちゃんの各キャラクターや、B.B.クィーンズの4人（近藤、坪倉、宇徳、増﨑）がイラストされている。

### 収録曲
1. おどるポンポコリン 〜ちびまる子ちゃん 誕生 25th Version〜 [3:10]
作詞：さくらももこ、作曲：織田哲郎、編曲：葉山たけし
2. おどるポンポコリン [3:13]
作詞：さくらももこ、作曲・編曲：織田哲郎
Licensed by Ariola Japan Inc.[注釈 4]
3. Good-by morning 〜B.B.クィーンズ Version〜 [5:42]
作詞：庄野真代、作曲：中島薫　編曲：長戸大幸
4. おどるポンポコリン 〜ちびまる子ちゃん 誕生 25th Version〜（カラオケ）

### 収録アルバム
| 曲名                                                      | アルバム           | 発売日        | 備考                 |
| --------------------------------------------------------- | ------------------ | ------------- | -------------------- |
| おどるポンポコリン 〜ちびまる子ちゃん 誕生 25th Version〜 | 『ROYAL STRAIGHT』 | 2011年7月20日 | セルフカバーアルバム |

## ManaKanaによるカバー
「おどるポンポコリン」はManaKanaの3枚目のシングル。ManaKana&泉谷しげる名義で1998年7月1日に日本コロムビアより発売された。商品番号：CODC-1517。

### 概要
1998年7月から1999年12月までテレビアニメ『ちびまる子ちゃん』のオープニングテーマとして使用された。佐橋俊彦が編曲を担当し、双子の三倉茉奈、三倉佳奈が歌唱、泉谷しげるがオリジナルでの近藤のパートで参加している。
カップリング曲の「ちびまる子音頭」はさくらももこが作詞を手掛け、佐橋俊彦が作・編曲を担当。1999年と2000年の夏休み期間に『ちびまる子ちゃん』のエンディングテーマとして使用された。

### 収録曲
1. おどるポンポコリン [3:23]
作詞：さくらももこ、作曲：織田哲郎、編曲：佐橋俊彦
  - アニメ『ちびまる子ちゃん』オープニングテーマ
2. ちびまる子音頭 [2:58]
  - 作詞：さくらももこ、作曲・編曲：佐橋俊彦

アニメ『ちびまる子ちゃん』エンディングテーマ
3. おどるポンポコリン（オリジナル・カラオケ） [3:23]
4. ちびまる子音頭（オリジナル・カラオケ） [2:57]

## E-girlsによるカバー
2014年にE-girlsがカバーしている。2014年8月13日に10作目のシングルとしてrhythm zoneより発売された。

### 概要
3ヶ月連続リリースの第2弾。表題曲「おどるポンポコリン」は2014年5月4日から2016年4月3日まで、テレビアニメ『ちびまる子ちゃん』のオープニングテーマに使用された。オープニングにはメンバーのAmi、藤井夏恋、鷲尾伶菜、武部柚那の4人がアニメキャラとしてまる子と一緒に出演している。
「CD+DVD」「CD」「CD（mu-moショップ、LDHモバイルショップ、イベント会場限定盤）」「ミュージックカード（全29種、mu-moショップ、LDHモバイルショップ、イベント会場限定盤）」の32形態で発売。CD+DVDに加え「カラフルランチトートバッグセット」「カラフルハンドタオルセット」が付属する数量限定盤2種も発売された。また、CDのみの通常盤はE-girlsとしては初のアニメジャケットとなっている。
8月25日付のシングル週間チャートでは5位を獲得。アニメ部門では初の1位を獲得した。また、月間アニメシングルチャートでも2位を獲得した。
また、発売日と同じ日にフジテレビ系列で放送された大型音楽番組『2014 FNSうたの夏まつり』ではB.B.クィーンズとE-girlsによる本家とカバーのコラボレーションで披露された。

### 参加メンバー
- Dream：Aya、Ami
- Happiness：藤井夏恋、楓、YURINO、SAYAKA
- Flower：鷲尾伶菜、藤井萩花、佐藤晴美、坂東希
- 武部柚那、石井杏奈、稲垣莉生、山口乃々華

### 収録曲

#### CD
1. おどるポンポコリン [3:20]
作詞：さくらももこ、作曲：織田哲郎、編曲：ArmySlick
  - アニメ『ちびまる子ちゃん』オープニングテーマ
  - ボーカルはDreamのAmi、Happinessの藤井夏恋、Flowerの鷲尾伶菜、武部柚那。
2. うれしい! たのしい! 大好き! [4:01]
作詞・作曲：吉田美和、編曲：中野雄太
  - DREAMS COME TRUEの楽曲「うれしい! たのしい! 大好き!」のカバー[21]。
  - 2014年3月リリースのDREAMS COME TRUEのトリビュート・アルバム『私とドリカム -DREAMS COME TRUE 25th ANNIVERSARY BEST COVERS-』からリカット。
  - ボーカルはE-girls内のボーカル全員
3. おどるポンポコリン (Instrumental) [3:20]
4. うれしい!たのしい!大好き! (Instrumental) [4:00]

#### DVD
1. おどるポンポコリン (Video Clip)
2. おどるポンポコリン (Animation Clip)

#### 限定盤
ミュージックカード・CD（mu-moショップ、LDHモバイルショップ、イベント会場限定盤）
1. おどるポンポコリン

## ゴールデンボンバーによるカバー
2016年にゴールデンボンバーがカバーしている。2016年11月9日に18作目のシングルとして、Zany Zapより発売された。

### 解説
前作「水商売をやめてくれないか」から、約7ヶ月ぶりとなるシングル。表題曲「おどるポンポコリン」は、テレビアニメ『ちびまる子ちゃん』のオープニングテーマとして、2016年4月10日から2019年3月31日放送分まで使用された。オープニング映像にはゴールデンボンバーの4人がアニメキャラクターとして出演。表題曲「おどるポンポコリン」はアニメ同様、メンバー（喜矢武豊、歌広場淳、樽美酒研二）の声も収録され、カップリングには、アニメ『ちびまる子ちゃん』初代オープニング主題歌「ゆめいっぱい」のカヴァーを収録。
また、2017年12月13日にフジテレビ系列で放送された大型音楽番組『2017 FNS歌謡祭 第2夜』ではB.B.クィーンズとゴールデンボンバーによる本家とカバーのコラボレーションで披露された。

### 先行配信
11月9日のリリースに先駆け、10月19日から表題曲「おどるポンポコリン」、11月2日からはカップリング曲「ゆめいっぱい」を主要音楽サイトで配信。

### 収録曲

#### CD
（全作曲 : 織田哲郎）
1. おどるポンポコリン
歌：ゴールデンボンバー
作詞：さくらももこ、編曲：鬼龍院翔・tatsuo
  - アニメ『ちびまる子ちゃん』オープニングテーマ
2. ゆめいっぱい [3:15]
歌：鬼龍院翔
作詞：亜蘭知子
3. おどるポンポコリン（オリジナル・カラオケ） [3:08]
4. ゆめいっぱい（オリジナル・カラオケ） [3:15]

## ももいろクローバーZによるカバー
2019年にももいろクローバーZがカバーしている。楽曲アレンジは世界各国のお祭りをイメージし、サンバや三味線のリズムが加わった。楽曲の振り付け映像もYouTubeで公開。
この年、『ちびまる子ちゃん』30周年アンバサダーにももいろクローバーZが就任し、4月7日の放送より、総勢13人のちびまる子ちゃんキャラクターと歌う「おどるポンポコリン」がオープニング主題歌として採用された。『ちびまる子ちゃん』のキャラクター達が主題歌アーティストと楽曲内でコラボレーションをするのは、これが初めて。カップリングには、ちびまる子ちゃんの世界観をイメージした新曲2曲を収録し、こちらでもコラボレーションを実施。
10月20日の放送では、メンバー4人がゲスト声優を務め、アニメ本編に登場した。またトリプルコラボとして、ももいろクローバーZのメンバー4人とまるちゃんをイメージした、全5種のコラボレーションアイスクリームがコールド・ストーン・クリーマリーから販売され、店頭ではスタッフがアイスを作りながら「おどるポンポコリン」を歌うパフォーマンスを実施。

### 収録曲

#### CD
1. おどるポンポコリン [3:20]
歌：ももいろクローバーZ feat.まるちゃんと仲間たち
作詞：さくらももこ、作曲：織田哲郎、編曲：NARASAKI
  - アニメ『ちびまる子ちゃん』オープニングテーマ
2. ありがとうのうた [4:33]
歌：百田夏菜子、玉井詩織、高城れに feat.まるちゃんと仲間たち
作詞：うらん、作曲・編曲：菊谷知樹
3. 私を選んで！花輪くん [3:45]
歌：佐々木彩夏＆みぎわさん feat.花輪くん
作詞・作曲：前山田健一、編曲：徳田光希
4. おどるポンポコリン（off vocal ver.）[3:19]
5. ありがとうのうた（off vocal ver.）[4:33]
6. 私を選んで！花輪くん（off vocal ver.）[3:44]

#### Blu-ray
1. おどるポンポコリン (ANIMATION MUSIC VIDEO)
2. おどるポンポコリン (LIVE from “春の一大事2019 in 黒部市”)
  - 初披露のライブ映像。ゲストのマルちゃんと共演

## その他のカバー
1990年11月5日にWITCHというポップスデュオ（キングレコード：川上春水、もう一人は不明）が「おどるポンポコリン・ディスコバージョン」でカバーした。
1991年11月27日発売『テレビ人気こどものうた』（東芝EMI、規格品番：TOCT-6349）でくさかべまきがカバーした。
1994年5月21日発売『みんなでうたおう!こどものうた いっとうしょう体操』（日本コロムビア／サンリオ）で大木理紗、石原慎一がカバーした。
1999年発売の子供向けCD『ワーイ！　わたしとぼくのうたとカラオケだい!!』（キープ／キングレコード、NKCD-3099）には、ポンポコ合唱団によるカバー版が収録されている。
2001年に登場したアーケードゲーム『Dance Dance Revolution 5thMIX』や『Dance Maniax 2ndMIX APPEND J☆PARADISE』では、同ゲームの楽曲収録元であるダンスマニアの主要アーティストの一人であるキャプテン・ジャックによる英語歌詞のカバー版が使用されており、『Dancemania J☆Paradise』にも収録されている。
日本コロムビアから発売されている童謡集の中には、山野さと子、大滝秀則によるカバーバージョンが収録されているものがある（2006年6月21日発売『CDツイン テレビこどものうた〜轟轟戦隊ボウケンジャー〜』など）。
2010年1月から1年間は、アニメ放映開始20周年記念で木村カエラによるカバーバージョン（ベストアルバム『5years』に収録）が『ちびまる子ちゃん』オープニングで使用された。オープニング映像も新しくなり、アニメ化された木村カエラも登場した。アレンジは石野卓球、コーラスにはスチャダラパーのBOSEとANI、ギターにはザ・サーフコースターズの中シゲヲ、ベースには笹沼位吉、そしてダンディ坂野といった豪華ゲストが集結した。
2011年に発売されたアニメタルのアルバム『そして伝説へ…THE LEGEND of ANIMETAL』に収録。2013年には、『フックブックロー』（NHK Eテレ）、2021年には「コレナンデ商会」でもカバーされている。
2015年9月2日発売の杉山優奈のシングル「かまってYO!ね」に収録されている。
同年12月23日公開の映画『ちびまる子ちゃん イタリアから来た少年』では、大原櫻子がメインボーカル、トータス松本がコーラスを担当したカバーがオープニングテーマに採用されている。映画公開と同日発売のCD『「映画ちびまる子ちゃん イタリアから来た少年」ミュージックアルバム』に収録されている。
2019年3月6日発売の打首獄門同好会のアルバム「そろそろ中堅」にカバーが収録されている。

## ミュージックステーションウルトラFES2018
さくらももこ追悼SPとして、B.B.クィーンズ×ゴールデンボンバー×E-girlsのコラボが実現した。